# Rząd Wiktora Juszczenki

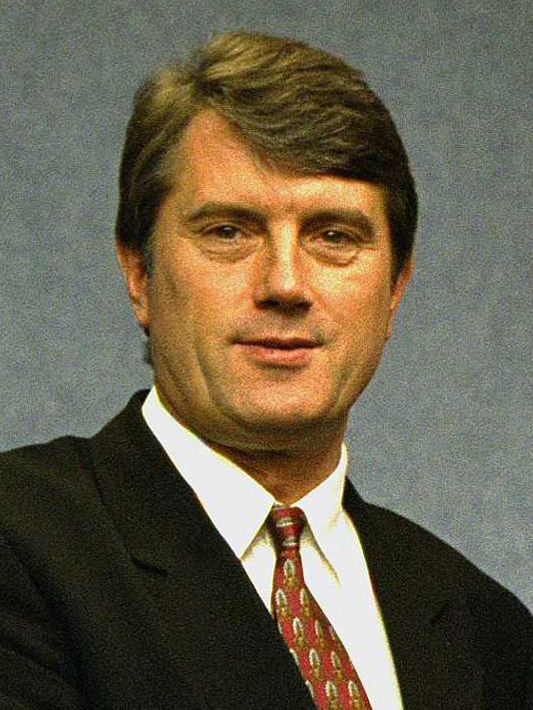
Wiktor Juszczenko w maju 2000

 Rząd Wiktora Juszczenki – ukraiński gabinet funkcjonujący od grudnia 1999 do maja 2001. Na jego czele stał były prezes banku centralnego Wiktor Juszczenko. Wicepremierem ds. energetyki była Julia Tymoszenko. Rząd upadł pod wpływem oligarchów. Po dymisji tego rządu Juszczenko i Tymoszenko przeszli do opozycji w stosunku do prezydenta Kuczmy. Zastąpił go gabinet Anatolija Kinacha.